# الكتلة الإسلامية في فلسطين

شعار الكتلة الإسلامية في فلسطين

علم حركة حماس

الكتلة الإسلامية في فلسطين هي الجناح الطلابي لحركة المقاومة الإسلامية (حماس)، يتخذ من الجامعات والمدارس مركزاً لنشاطاته، وتعرف نفسها بأنها تجمع طلابي فلسطيني يتبنى التصور الإسلامي الشامل في المجالات التربوية والنقابية والاجتماعية والثقافية والرياضية، ويستمد أفكاره وتصوراته ومفاهيمه من الإسلام على منهج أهل السنة والجماعة، فالإسلام إطاره ومحوره الثابتين، وإلى الإسلام يحتكم في كل تصرفاته، ويؤمن بأن الإسلام هو الحل لكافة قضايانا ومشاكلنا، وأن لا نهضة لنا ولا عزة إلا بالإسلام، فيحمل رسالة الإسلام داخل الجامعة ويدعو إلى الإسلام عقيدة ومنهجًا وأسلوبًا في الحياة. وتعتبر نفسها امتداد فكري للحركة الإسلامية في فلسطين، وتؤمن برؤية الحركة الإسلامية في شتى جوانب الحياة السياسية والاجتماعية والثقافية والاقتصادية وغيرها، وتتمتع بإطار تنظيمي مستقل لأن حركة حماس هي تنظيم جهادي سياسي والكتلة الإسلامية هي جسم نقابي وهكذا فإن العلاقة بوضوح هي أن الكتلة امتداد فكري لحماس شأنها شأن بقية التنظـيمات الفلسطينية الأخرى التي لها امتداداتها الفكرية والطلابية.

## تأسيسها
تختلف فترة التأسيس والانطلاقة حسب الجامعة التي بدأت فيها، ففي جامعة الخليل بدأت عام 1977، وفي جامعة النجاح بدأت عام 1979 م، ثم انتشرت في الثمانينات لتشمل معظم جامعات فلسطين.

## أهدافها
أهدافها منبثقة من رؤيتها الإسلامية فغايتها أولاً رضى الله سبحانه وتعالى، والاستجابة لأمره بحمل رسالة الإسلام وتبليغها فتهدف إلى دعوة الناس لعبادة ربهم، ومجال عملها في ذلك مجتمع الجامعة، فتسعى لإقناع الطلبة بالفكرة الإسلامية، ومن ثم انعكاس ذلك سلوكاً وثقافة وأخلاقاً في واقع الطلبة وواقع الجامعة وترفد الكتلة الإسلامية المجتمع الفلسطيني بالشباب الملتزم بالإسلام، المعبأ ضد الظلم والاحتلال، التواق لتحرير شعبه وأرضه، المتسلح بعقيدته وعلمه وأخلاقه السامية وثقافته الصافية.
ويمكن توضيح غاية الكتلة الإسلامية بـ:
1. تعزيز القيم والمبادئ الإسلامية داخل المجتمعات الطلابية في مختلف المواقع التعليمية.
2. الاهتمام برفع مستوى التحصيل العلمي للطلبة في مختلف المواقع التعليمية.
3. توثيق العلاقات مع مؤسسات المجتمع المدني فيما يعود بالنفع على الطلبة.
4. تعزيز روح الانتماء للقضية الفلسطينية والدفاع عنها.[2]

### الهدف الفلسطيني
وترى أنه بما أن مجتمع الجامعة جزء من الواقع الفلسطيني، فتهدف الكتلة الإسلامية إلى إقناع الجمهور المخاطب بأن الحل الوحيد للقضية الفلسطينية هو الالتزام بتعاليم الإسلام، وأن كل الخيارات والبدائل الأخرى قد أثبت فشلها، وجرّت على شعبنا الويلات والمصائب.
والكتلة الإسلامية تشارك المشاركة العملية والفعالة والجادة في التصدي للعدو الصهيوني، والدفاع عن الوطن والشعب ومقدساته وحقوقه، وتقوم الكتلة الإسلامية ضمن الوسائل المتاحة بتوعية الطلبة بالقضايا الوطنية، والحفاظ على الذاكرة الفلسطينية حية نقية من أي تشويه، والتصدي لمخططات التطبيع، وفضح المفاوضات الجارية مع العدو الصهيوني وكشف النتائج الخطيرة التي أدت إليها هذه المفاوضات.
و لتثبت قدرة الإسلام على حمل هموم الناس وحل مشاكلهم، فتبنت هموم الطلاب وحلها، والسعي للارتقاء بالمستوى التعليمي للطالب، وتوفير الظروف المناسبة لعملية تعليمية صحية وسليمة، والتخفيف عن الطالب مادياً بإيجاد المشاريع التي ترفد صندوق الطالب المحتاج، ومساعدة الطلبة في كل مشاكلهم واحتياجاتهم ضمن القدرات والوسائل المتوفرة، وتمد الكتلة الإسلامية يدها لكافة الكتل والأطر الطلابية لتتعاون معهم لما فيه مصلحة الطالب وبما يخدم الأهداف المشتركة، وبما يحافظ على ريادية الحركة الطلابية وموقعها المتقدم في النضال الفلسطيني. وتسعى الكتلة الإسلامية للتواصل مع الكتل الطلابية في كافة جامعات ومعاهد الوطن، وإيجاد النشاطات والمشاريع المشتركة، متحدية الاحتلال.

## فروعها في الجامعات
تتواجد في معظم الجامعات الفلسطينية في الضفة الغربية وغزة، ومدارس غزة، ويقل تواجدها في مدارس الضفة نظرًا للحالة السياسية التي تشهدها المنطقة هناك بعد الانقسام الفلسطيني. ويتركز نشاطها في الضفة الغربية في الجامعات ولها عدة فروع.
في الضفة الغربية:

### الكتلة الإسلامية فيجامعة الخليل
بدأ بدايات العمل الطلابي الإسلامي في جامعة الخليل عام 1977 م، من بعض الطلبة القادمين من فلسطينيي 48، يتقدمهم الشيخ رائد صلاح - رئيس الحركة الإسلامية في الداخل الفلسطيني الآن - وقادوا النواة الأولى، وتبعهم بعد ذلك الفوج الثاني من أمثال الشيخ كمال الخطيب ومفيد سعيد ومنير أبو الهيجا وجمال الزغل.
والانطلاقة الرسمية كانت عام 1980، حيث قاد الكتلة الإسلامية الطالب في كلية الآداب عقل ربيع، حققت أول فوز لها أمام كتلة حركة فتح عام 1981 في انتخابات مجلس الطلبة.

### الكتلة الإسلامية فيجامعة النجاح
ظهرت في جامعة النجاح الوطنية في نابلس لأول مرة خلال العام الدراسي 1978/1979، وكانت النواة الأولى من بضعة طلبة ظهر وعيها الديني في إحساسها بالانتماء لدين شامل. وكان المظهر الأول للإعلان عن انطلاقتها هو صلاة الجماعة في مكان مخصص لذلك، بعد أن كانت تؤدى بشكل فردي وفي أماكن ضيقة للغاية. وبعد حوالي عام من تشكيلها تمكنت من تحقيق فوز في أول انتخابات لمجالس الطلبة هناك وحصولها على 10 مقاعد من أصل 11 مقعداً في العام الدراسي 1979/1980.

### الكتلة الإسلامية فيجامعة بيرزيت
تاسست عام 1995 ويقع كثير من طلابها في الاسر ومنذ تاسسها قدمت أنشطة خدمية ونقابية جمة، وشاركت في انتخابات مجلس اتحاد الطلبة وبعد سنة عام 1996 تم فوزها ب23 مقابل 17صوت للشبية الفتحاوية ومن عام 1998 حتى عام 2005 وعام 2015 اكتسحت الكتلة الإسلامية ب26 مقعدا مقابل 19 للشبيبة الفتحاوية ويستمر جهاز الأمن الوقائي وجهاز المخابرات بملاحقتهم وكما يعتقل الكثير الاحتلال الإسرائيلي

### الكتلة الإسلامية فيجامعة القدس
تأسست الكتلة الإسلامية في جامعة القدس في العام 1984 على يد مجموعة من الطلبة كان أميرهم، الطالب في كلية العلوم والتكنلوجيا الشهيد صلاح الدين دروزة، ومنذ تأسيسها قدمت أنشطة خدمية ونقابية جمة، وشاركت في انتخابات مجلس اتحاد الطلبة وكانت تفوز بأعلى الأصوات في كل مرة تشارك فيها منذ تأسيسه حتى العام 2005، حيث خسرت الانتخابات في بعض السنوات اللاحقة وقاطعتها في سنوات أخرى بفعل ملاحقة أجهزة السلطة الفلسطينية وتجاوزات قانونية كانت تحدث.

## شخصيات بارزة ساهمت في الكتلة يوماً ما
- إسماعيل هنية
- محمد الضيف
- يحيى عياش
- صلاح الدين دروزة
- محيي الدين الشريف
- نشأت الكرمي